# Merry Christmas (album av Mariah Carey)
Merry Christmas (svenska: ''god jul) är ett julalbum och studioalbum av den amerikanska sångerskan och låtskrivaren Mariah Carey, utgivet av Columbia Records den 28 oktober 1994. Albumet är Mariah Careys fjärde i ordningen. Albumet släpptes även på DualDisc den 25 oktober 2005.

## Låtlista

### Standardversion
1. "Silent Night" (Fr. Josef Mohr, Franz X. Gruber) – ?
2. "All I Want for Christmas Is You" (Mariah Carey, Walter Afanasieff) – ?
3. "O Holy Night" (Adolphe Adam) – ?
4. "Christmas (Baby Please Come Home)" – ?
5. "Miss You Most (at Christmas Time)" (Carey, Afanasieff) – ?
6. "Joy to the World" (Handel, Lowell Mason, Isaac Watts, Hoyt Axton) – ?
7. "Jesus Born on This Day" (Carey, Afanasieff) – ?
8. "Santa Claus Is Comin' to Town" (Carey, Afanasieff) – ?
9. "Hark! the Herald Angels Sing/Gloria (in Excelsis Deo)" (Charles Wesley/Traditional) – ?
10. "Jesus Oh What a Wonderful Child" – ?
11. "God Rest Ye Merry Gentlemen" (international bonus track) – ?

### DualDisc version
- Disc 1 — audio

1. "Silent Night"
2. "All I Want for Christmas Is You"
3. "O Holy Night"
4. "Christmas (Baby Please Come Home)"
5. "Miss You Most (at Christmas Time)"
6. "Joy to the World"
7. "Jesus Born on This Day"
8. "Santa Claus Is Comin' to Town"
9. "Hark! the Herald Angels Sing/Gloria (in Excelsis Deo)"
10. "Jesus Oh What a Wonderful Child"
11. "God Rest Ye Merry Gentlemen"
12. "Santa Claus Is Comin' to Town" (anniversary mix) – ?

- Disc 2 — DVD

1. "Santa Claus Is Comin' to Town" (anniversary mix)
2. "All I Want for Christmas Is You"
3. "Miss You Most (at Christmas Time)"
4. "All I Want for Christmas Is You" (So So Def remix)
5. "Joy to the World" (celebration mix)
6. "O Holy Night"
7. "All I Want for Christmas Is You" (Black & White version)
8. "Joy to the World"